# Акуленко Микола Іванович
Акуленко Микола Іванович (* 5 лютого 1888, м. Стародуб Чернігівської губернії — 1971 рр.) — український оперний співак (драматичний тенор). Мав наздвичайно красивий голос з широким діапазоном, високу вокальну культуру, драматичний талант.

## Життєпис
Навчався в Київській школі мистецтв — клас О. Гладишевської, одночасно працював до 1931 року на Київському судноремонтному заводі.
У 1931—1935 — соліст Української Лівобережної опери. Виступав протягом 1935—1936 років в Пермському, 1936—1937 — Ташкентському, 1937—1940 — Куйбишевському, 1940—1941 — Дніпропетровському театрах опери і балету.